# 선구동
선구동(仙龜洞)은 대한민국 경상남도 사천시의 동이다. 면적은 3.38km2이고, 인구는 2016년 5월 31일을 기준으로 2,822세대 6,219명이다.

## 개요
선구동으로 탄생된 것에 대한 정확한 유래는 없으나 일제시대(1914) 문선면의 선지리과 구평리를 통폐합하면서 선구리라는 명칭이생긴 것으로 추정되며 1969년 8월 8일 동림동, 좌룡동을 동좌동으로 개칭 하였다가 1998년 9월 12일 사천시 조례제275호에 의한 6개동 통합으로 동좌동을 선구동에 통폐합 하였다.

## 법정동
- 동림동(東林洞)
- 선구동(仙龜洞)
- 좌룡동(佐龍洞)